# Eric Hageman
Eric Hageman, född 1670-talet i Estuna församling, död 23 juni 1742 i Häverö församling, var en svensk präst.

## Biografi
Eric Hageman föddes på 1670-talet i Estuna församling. Han var son till komministern Mathias Petri Hagman i Estuna församling. Hageman blev 20 maj 1682 student vid Uppsala universitet och var medlem i Roslags nation. Han prästvigdes 28 juni 1694 och blev huspredikant hos grevinnan Sigrid Gyllenstierna. Hageman promoverades 9 december 1697 till filosofie magister vid Uppsala universitet och avlade 1 juni 1699 pastoralexamen i Uppsala. Han blev 12 juni 1699 kyrkoherde i Danviks hospital och Sicklaö församling, tillträdde 1 maj 1700 och avlade åter pastoralexamen i Uppsala 5 december 1711. Hageman blev 28 februari 1718 kyrkoherde i Häverö församling, tillträdde 1 maj 1719 och blev 8 maj 1728 kontraktsprost. Han avled 1742 i Häverö församling.

### Familj
Hageman gifte sig omkring 1701 med Engela Rase (1679–1741), dotter till bryggaren Nils Rase och Elisabeth Börjesdotter. De fick tillsammans barnen Margareta Elisabeth Hageman (1702–1784), som var gift med kyrkoherden Olof Telin i Häverö församling, kyrkoherden Carl Hageman (1703–1753) i Giresta församling, Eric Hageman (1705–1709), Nils Hageman (född 1709), Johannes  Hageman (död 1711), Anna Christina Hageman (född 1712), Petrus Hageman (1714–1715), Maria Benedicta Hageman (1716–1786) som var gift med kyrkoherden Johan Almlöf i Häverö församling, Lars Hageman (född 1717), bokhållaren Jokob Hageman (född 1717) och en son.